# Aaron Gray
Aaron Michael Gray (Tarzana, Califórnia, 7 de dezembro de 1984) é um ex-jogador de basquete profissional que jogou por diversas equipes da NBA e se aposentou em 2014, por problemas cardíacos. Atualmente é assistente técnico de Stan Van Gundy na equipe do Detroit Pistons.

## Estatísticas na NBA

### Temporada Regular
| Ano      | Equipe              | PJ  | PT | MPJ  | AP   | 3P   | LL   | RT  | AS  | BR  | TO  | PPJ |
| -------- | ------------------- | --- | -- | ---- | ---- | ---- | ---- | --- | --- | --- | --- | --- |
| 2007-08  | Chicago Bulls       | 61  | 1  | 10.0 | .505 | .000 | .566 | 2.8 | 0.7 | 0.3 | 0.3 | 4.3 |
| 2008-09  | Chicago Bulls       | 56  | 18 | 12.8 | .485 | .000 | .576 | 3.9 | 0.8 | 0.3 | 0.3 | 3.5 |
| 2009-10  | Chicago Bulls       | 8   | 0  | 6.3  | .381 | .000 | .286 | 2.0 | 0.3 | 0.0 | 0.0 | 2.3 |
| 2009-10  | New Orleans Hornets | 24  | 0  | 10.9 | .557 | .000 | .857 | 3.8 | 0.8 | 0.4 | 0.5 | 3.6 |
| 2010-11  | New Orleans Hornets | 41  | 6  | 13.0 | .566 | .000 | .500 | 4.2 | 0.4 | 0.3 | 0.3 | 3.1 |
| 2011-12  | Toronto Raptors     | 49  | 40 | 16.6 | .516 | .000 | .532 | 5.7 | 0.6 | 0.4 | 0.3 | 3.9 |
| 2012-13  | Toronto Raptors     | 42  | 16 | 12.2 | .533 | .000 | .523 | 3.2 | 0.8 | 0.2 | 0.1 | 2.8 |
| 2013-14  | Toronto Raptors     | 4   | 0  | 5.0  | .667 | .000 | .500 | 2.0 | 0.8 | 0.0 | 0.0 | 1.3 |
| 2013-14  | Sacramento Kings    | 33  | 6  | 10.2 | .431 | .000 | .556 | 3.1 | 0.6 | 0.3 | 0.2 | 1.8 |
| Carreira |                     | 318 | 87 | 12.1 | .509 | .000 | .562 | 3.7 | 0.7 | 0.3 | 0.3 | 3.4 |

### Playoffs
| Ano      | Equipe              | PJ | PT | MPJ  | AP   | 3P   | LL   | RT  | AS  | BR  | TO  | PPJ |
| -------- | ------------------- | -- | -- | ---- | ---- | ---- | ---- | --- | --- | --- | --- | --- |
| 2008-09  | Chicago Bulls       | 2  | 0  | 4.5  | .000 | .000 | .000 | 0.5 | 0.0 | 0.0 | 0.0 | 0.0 |
| 2010-11  | New Orleans Hornets | 6  | 0  | 14.5 | .692 | .000 | .375 | 3.5 | 0.3 | 0.3 | 0.3 | 3.5 |
| Carreira |                     | 8  | 0  | 12.0 | .600 | .000 | .375 | 2.8 | 0.3 | 0.3 | 0.3 | 2.6 |